# Birmingham Small Arms Company

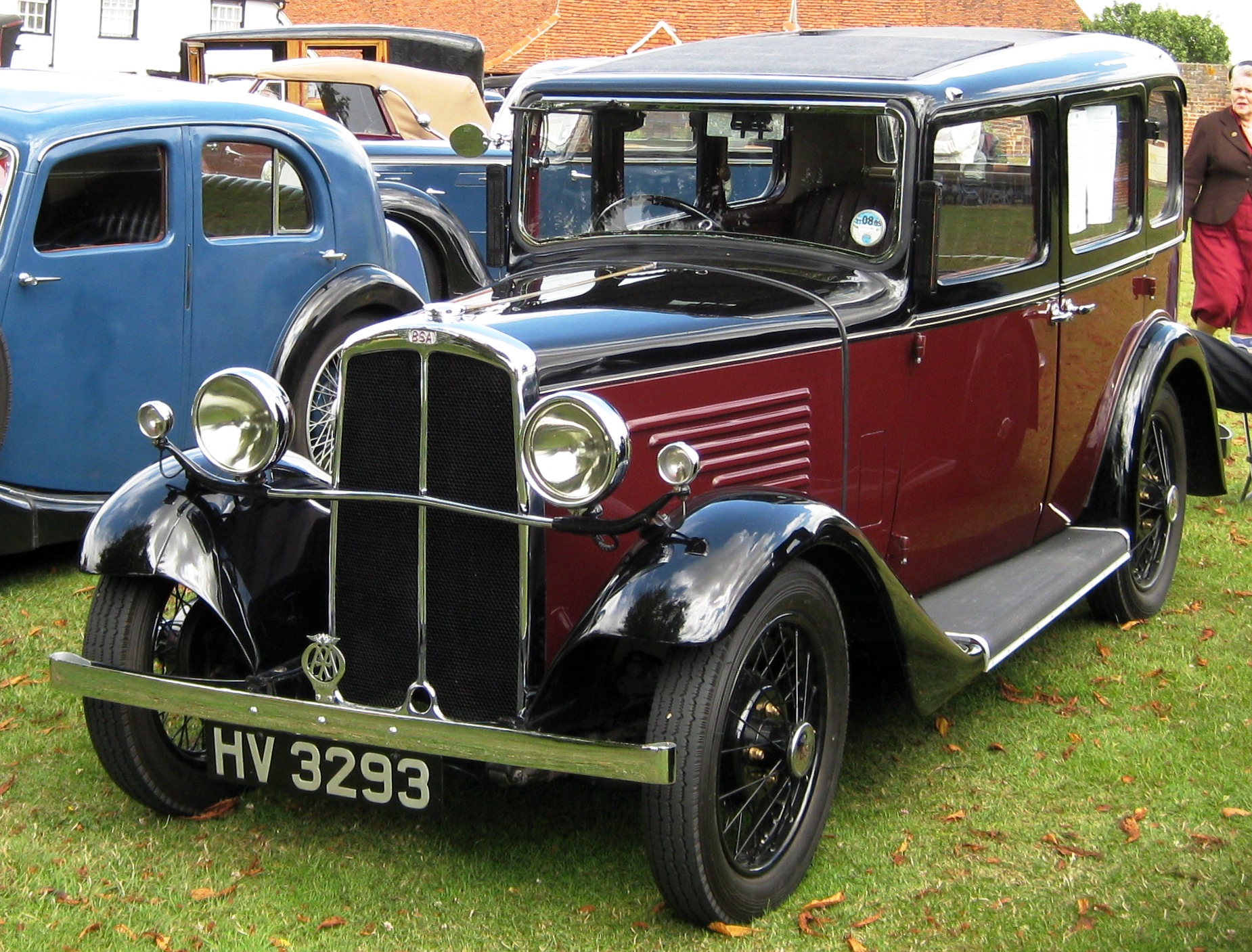
Samochód BSA Ten z 1933 roku

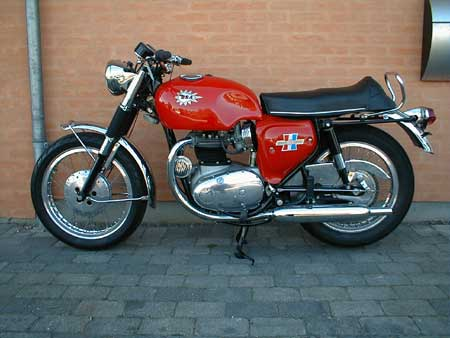
Motocykl BSA Spitfire z 1967 roku

Birmingham Small Arms Company (BSA) – brytyjskie przedsiębiorstwo zbrojeniowe i motoryzacyjne założone w 1861 przez czternastu rusznikarzy z Birmingham, w celu zaopatrzenia w broń brytyjskiego rządu podczas wojny krymskiej. Przedsiębiorstwo kontynuowało swoją działalność także po zakończeniu konfliktu, ale jego działalność rozgałęziła się na inne dziedziny; w 1880 roku rozpoczęto produkcję rowerów, a w 1903 zbudowano pierwszy eksperymentalny motocykl. Pierwszy prototyp samochodu został zbudowany w 1907 roku, a już w następnym roku przedsiębiorstwo sprzedało ich 150 sztuk. W 1909 roku oferowano kilka rodzajów motocykli, a w 1910 BSA zakupione zostało przez przedsiębiorstwo British Daimler Company, aby produkowało silniki do ich samochodów.
Podczas I wojny światowej BSA powróciła do produkcji broni i bardzo rozszerzyła swoją działalność. BSA była producentem karabinów i karabinów maszynowych Lewis, ale także amunicji, motocykli i innych pojazdów bojowych. W 1920 BSA zakupiła aktywa przedsiębiorstwa Airco, które przez bardzo krótki czas produkowało samoloty.
W czasie II wojny światowej BSA posiadała 67 zakładów produkcyjnych i osiągała duże korzyści z kontraktów na zakup broni i amunicji, poza tym wyprodukowała także 126 000 motocykli M20.
Powojenna BSA kontynuowała swoją ekspansję na rynku produkcji metalowej. Grupa BSA zakupiła przedsiębiorstwo Triumph, przekształcając je w największego producenta motocykli na świecie.
Przedsiębiorstwo produkowała samochody w latach 1907–1915, 1921–1926, 1932–1939 i 1960. Daimler pod własną nazwą produkował samochody dla BSA w latach 1910–1915 i 1915–1960. Samochody Lanchester także były produkowane z części pochodzących od BSA. W latach 1930–1939 BSA produkowała samochody pod własną marką. W 1960 Daimler został odsprzedany przedsiębiorstwu Jaguar.
Grupa BSA dobrze prosperowała w latach pięćdziesiątych ale w 1965 konkurencja z Japonii i Niemiec podkopała pozycję BSA na rynku. W 1972 BSA chyliła się już ku upadkowi i została wchłonięta przez Manganese Bronze w ramach planu ratunkowego zainicjowanego przez ministerstwo przemysłu, a prawie cały jej majątek został sprzedany. Produkcja motocykli była dużym wyzwaniem dla BSA - plany uratowania oraz połączenia Nortona, BSA i Triumpha nie powiodły się ze względu na protesty pracowników w związku z czym fabryki Nortona i BSA zostały zamknięte, podczas gdy Triumph bronił się przed upadłością jeszcze cztery lata. Jedynym przedsiębiorstwem które przetrwało był NVT Motorcycles. Prawa do znaku i marki zostały sprzedane a następnie zmieniono tę nazwę na BSA Company.
W 1991 BSA Company połączyła się z Andover Norton International Ltd., w celu sformowania nowej Grupy BSA produkującej głównie części do istniejących motocykli. W grudniu 1994 grupa BSA została przejęta przez Colquhouna i Jacksona i utworzono nowe przedsiębiorstwo pod firmą BSA Regal Group.
Nowe przedsiębiorstwo z siedzibą w Southampton, produkuje motocykle w limitowanych wersjach oraz w stylu retro.